# Федір Сердюк
Федір Сердюк — український підприємець, експерт з першої допомоги. Входить до українського (2020) та європейського (2021) списків Forbes “30 до 30”.

## Біографія
Федір Сердюк народився 2 червня 1995 року у місті Одеса. Дід по батьківській лінії Сердюк Віктор Васильович — український фізик, ректор Одеського державного університету імені І. І. Мечникова; дід по материнській лінії Абалакін Віктор Кузьмович — радянський астроном.
Закінчив економіко-правовий факультет Одеського національного університету, отримав ступінь спеціаліста з правознавства.
У 2014 році пройшов навчання навичкам надання першої допомоги, згодом очолив загін швидкого реагування Червоного Хреста в Одесі. Додатково навчався в інструкторів з Чехії та США. Очолював тактико-медичні навчання патрульної поліції на півдні та сході України. У тому ж році брав участь у проєкті «Медсанбат» Олени та Віктора Пінчуків, працював у зоні бойових дій. Згодом організував курси першої допомоги для військовослужбовців у зоні АТО. Навчав тактичної медицини солдатів ЗСУ, бійців Сил спецоперацій та добровольчих батальйонів.
Федір Сердюк є сертифікованим інструктором California Emergency Medical Services Authority та сертифікованим тренером інструкторів першої допомоги Товариства Червоного Хреста України.
У 2016 році разом з Ігорем Корпусовим заснував компанію, яка проводить навчання з надання першої допомоги FAST (First Aid and Special Training — “Перша допомога і спецпідготовка”).
Влітку 2023-го компанія FAST була включена до списку 250 перспективних малих і середніх компаній України – Next250 – від Forbes.
Сердюк був одним з розробників чат-боту з надання першої допомоги “ЖГУТ”, який з’явився у 2017 році.
Федір Сердюк також був співзасновником компанії Reskits, яка займалась виробництвом та постачанням спорядження для надання першої допомоги.
Із початком повномасштабного вторгнення Росії в Україну разом із Ігорем Корпусовим та Леонідом Копусом заснував PULSE – благодійний фонд, який розвиває тактичну медицину в Україні. Станом на кінець грудня 2023 року навчання в інструкторів PULSE пройшло більше 22 тисяч військових. Фахівці PULSE проводять навчання особового складу, медиків та інструкторів Сил Оборони України, сприяють створенню навчальних підрозділів та імпортуванню іноземних медичних та навчальних практик, консультують українське військове керівництво та союзників. Завдяки фінансовій підтримці донорів тренінги для військових проводяться безоплатно. У січні 2023-го PULSE був авторизований як тренінговий центр NAEMT (National Association of Emergency Medical Technicians). А у грудні 2023-го став першою українською організацією, яка навчала навичкам такмеду армію країни НАТО – Збройні сили Естонії.
Сердюк популяризує надання першої допомоги та просуває ідею створення інфраструктури для її надання. Зокрема, навчання першій допомозі та встановлення АЗД (автоматичних зовнішніх дефібриляторів) в місцях публічного користування, таких як Одеський аеропорт та київський метрополітен.
Сердюк також є учасником спільноти Global Shapers Всесвітнього економічного форуму. У 2019 та 2022 році брав участь у Щорічній зустрічі форуму у Давосі.
Радник міністра фінансів України.

## Рейтинги
- 2020 — учасник списку найперспективніших молодих українців “30 до 30” за версією українського Forbes;[19]
- 2021 — учасник списку найперспективніших молодих європейців “Under 30 Europe” за версією американського Forbes, категорія “Соціальний вплив”.[20][21]